# El emperador de la Atlántida
El emperador de la Atlántida, o el rechazo de la muerte (título original en alemán, Der Kaiser von Atlantis, oder Die Tod-Verweigerung) es una ópera en un acto con música de Viktor Ullmann y libreto en alemán de Peter Kien. Compuesta en 1943, fue estrenada el 16 de diciembre de 1975 en el Centro Bellevue de Ámsterdam, décadas después de la muerte de su autor en un campo de concentración.

## Historia
Tanto Ullmann como Kien eran prisioneros del campo de concentración nazi de Theresienstadt (Terezín), donde crearon esta ópera en torno al año 1943. Aunque la ópera fue ensayada en Theresienstadt en marzo de 1944, no llegó a ser representada, a la vista de que las autoridades nazis vieron en la figura del emperador un retrato satírico de Adolf Hitler y la censuraron. Más que una ópera, se le llama una "leyenda en cuatro escenas."
Tanto el compositor como el libretista murieron en el campo de concentración de Auschwitz. Ullmann confió sus manuscritos a otro prisionero, Dr. Emil Utitz, anterior profesor de Filosofía en la Universidad alemana en Praga quien actuaba como bibliotecario del campo. Utitz sobrevivió al campo y entregó los manuscritos a otro superviviente, Dr. Hans G. Adler, un amigo de Ullmann, algunos de cuyos poetas había musicado Ullmann. La ópera no se estrenó hasta el 16 de diciembre de 1975 en el centro Bellevue Centre de Ámsterdam, interpretada por De Nederlandse Opera sobre una edición de Kerry Woodward, también director musical de la representación.
Esta ópera se representa poco; en las estadísticas de Operabase aparece la n.º 132 de las óperas representadas en 2005-2010, siendo la 166.ª en Austria y la primera y única de Viktor Ullmann, con 18 representaciones en el período.

## Personajes
| Personaje                                                                 | Tesitura      | Theresienstadt ensayos | Reparto del estreno 16 de diciembre de 1975 | Theresienstadt (primera representación) 23 de mayo de 1995 |
| ------------------------------------------------------------------------- | ------------- | ---------------------- | ------------------------------------------- | ---------------------------------------------------------- |
| Kaiser Overall (Emperador Overall)                                        | barítono      | Walter Windholz        | Meinard Kraak                               | Steven Swanson                                             |
| Der Lautsprecher (Anunciador)                                             | bajo-barítono | Bedrich Borges         | Lodewijk Meeuwsen                           | Rupert Bergmann                                            |
| Ein Soldat (Un soldado)                                                   | tenor         | David Grünfeld         | Rudolf Ruivenkamp                           | Johannes Strasser                                          |
| Harlekin (Arlequín)                                                       | tenor         | David Grünfeld         | Adriaan van Limpt                           | Johannes Strasser                                          |
| Bubikopf (Una doncella)                                                   | soprano       | Marion Podolier        | Roberta Alexander                           | Stefanie Kahl                                              |
| Der Tod (La muerte, que en Alemania se personifica como figura masculina) | barítono-bajo | Karel Berman           | Tom Haenen                                  | Krassimir Tassev                                           |
| Der Trommler (Tamborilera)                                                | mezzosoprano  | Hilde Aronson‐Lindt    | Inge Frölich                                | Ingrid Niedermair                                          |